# 이데르강

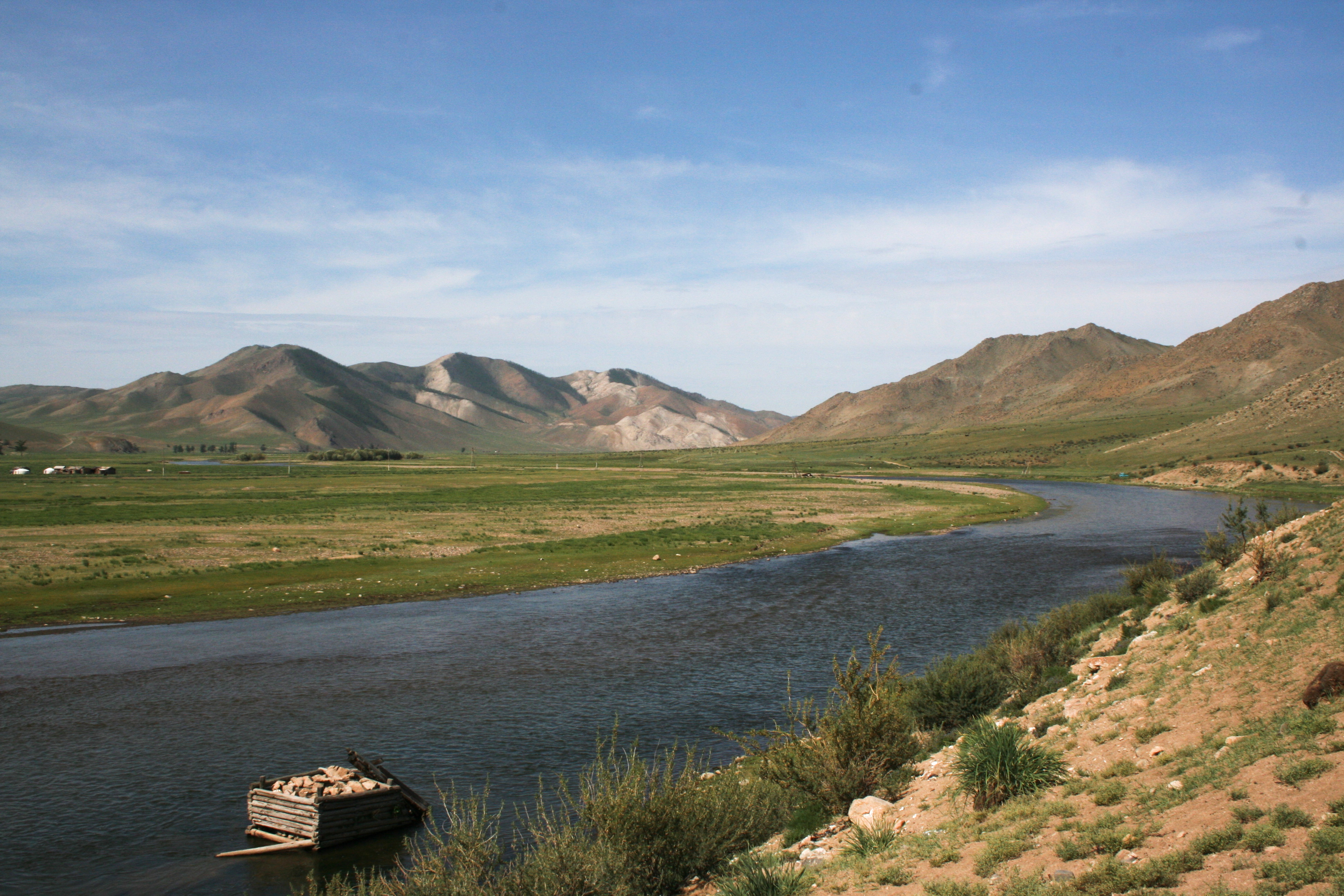

이데르강(몽골어: Идэр гол / Идэрийн гол, "젊은 강")은 몽골 북서부의 후브스굴주와 자브항주를 흐르는 강이다. 항가이 산맥에서 발원하며 길이는 약 452km이다. 후브스굴주 투무르볼락(Төмөрбулаг)에서 델게르무룽강(몽골어: Дэлгэр мөрөн, Delger mörön)과 합류하여 셀렝가강의 주요 지류가 된다.

## 같이 보기
- 셀렝가강
- 후브스굴주